# Full Circle (album des Boyz II Men)
Pour les articles homonymes, voir Full Circle.
Albums de Boyz II Men
Legacy: The Greatest Hits Collection
(2001) The Best of Boyz II Men
(2003)
Full Circle est le cinquième album studio du groupe de RnB américain Boyz II Men et le seul à sortir sur le label Arista Records. Incluant le single "The Color of Love" écrit par Babyface et "Relax Your Mind" en featuring avec Faith Evans, Full Circle sera le dernier album des Boyz II Men avec le bassiste et chanteur Michael McCary.

## Liste des titres (Édition US et européenne)
1. "Relax Your Mind" (featuring Faith Evans)
2. "The Color Of Love"
3. "Ain't A Thang Wrong" (featuring Rob Jackson)
4. "Oh Well"
5. "Whatcha Need"
6. "On the Road Again"
7. "Makin' Love" (Interlude)"
8. "Roll Wit Me"
9. "Right on Time"
10. "Howz About It"
11. "That's Why I Love You"
12. "I'm OK, You're OK"
13. "Luv N U"
14. "I'll Show You"

## Liste des titres (Version japonaise)
1. "Relax Your Mind" (featuring Faith Evans)
2. "The Color Of Love"
3. "Ain't A Thang Wrong" (featuring Rob Jackson)
4. "Oh Well"
5. "Whatcha Need"
6. "On the Road Again"
7. "Roll Wit Me"
8. "Right on Time"
9. "Howz About It"
10. "That's Why I Love You"
11. "I'm OK, You're OK" Produced by King True Entertainment
12. "Luv N U"
13. "I'll Show You"
14. "Woman Don't Cry" (Japanese Bonus Track)
15. "You're My Baby" (Japanese Bonus Track)